# ليونارد د. ويكسلر
ليونارد د. ويكسلر (بالإنجليزية: Leonard D. Wexler)‏ هو قاضي ومحامي أمريكي، ولد في 11 نوفمبر 1924 في بروكلين في الولايات المتحدة، وتوفي في 31 مارس 2018.